# Shikine-jima
Shikine-jima (式根島) é uma ilha vulcânica localizada no Mar das Filipinas. Ela, assim como todas as outras ilhas do arquipélago de Izu, é administrada por Tóquio. Possui uma área de 3.88 quilômetros quadrados e sua população em 2019 era de 530 pessoas.